# Tiraje Dikmen
Fatma Tiraje Dikmen (Istanbul, 21 settembre 1923 – Istanbul, 1º settembre 2014) è stata una pittrice turca di origini georgiane, nota per il suo stile surrealista e per i suoi studi sul colore.

## Biografia
Fatma Tiraje Dikmen nacque a Istanbul il 21 settembre 1923 (sebbene a un certo punto della sua vita iniziò a indicare il suo anno di nascita come 1925), nella villa di famiglia a Büyükada. Era figlia di Cafer Fahri Dikmen, georgiano di Batumi e primo microbiologo della Turchia, e di sua moglie Emine Halide Hanim. Aveva una sorella maggiore, Şükriye Dikmen, anche lei pittrice, ed era nipote di Ali Dikmen, politico membro della Meclis-i Mebusan (Camera dei deputati dell'Impero ottomano) che prese parte alla Grande Assemblea Nazionale.
Come la sorella, frequento scuole inglesi e francesi su desiderio del padre, diplomandosi nel 1940 alla Işık High School, ma, a differenza di questa, si avvicinò alla pittura più tardi, malgrado la sua famiglia frequentasse artisti di spicco come Namık İsmail e Feyhaman Duran.
Infatti, inizialmente studiò Economia all'università di Istanbul, laureandosi nel 1946, per poi prendere il dottorato nel 1949 con una tesi intitolata İstanbul’da Kadın İşçilerin Çalışma Koşulları ("Condizioni di lavoro delle lavoratrici a Istanbul"). 
Parallelamente ai suoi studi, fra il 1943 e il 1949, incoraggiata dalla famiglia, frequento da esterna l'Accademia statale delle belle arti, seguendo i corsi di Léopold Lévy.
Nel 1949 vinse una borsa di studio per studiare Giurisprudenza ed economia a Parigi. Poté anche continuare le sue lezioni con Lévy grazie al fatto che anche questi rientrò a Parigi nello stesso anno. In questo periodo si dedicò allo studio della figura, svolgendo stage presso il Museo del Louvre e il Museo delle arti e delle tradizioni popolari e stringendo diverse amicizie, fra cui Max Ernst, Yves Bonnefoy, Man Ray, Jacques Herold. 
Nel 1956 organizzò la sua prima mostra, dove espose disegni e schizzi. Max Ernst scrisse una recensione positiva e acquistò uno dei disegni.
In seguito, Tiraje si orientò sullo studio del colore e iniziò a sperimentare lo stile surrealista. Alla sua seconda mostra, sempre alla Galerie Edouard Loeb, espose dipinti a olio. Nel 1961 espose a Istanbul, all'Accademia statale, in una mostra intitolata "Artisti turchi a Parigi", e nel 1963 a Parigi, al Museo d'arte moderna, alla mostra "Arte turca contemporanea".
Nel 1964 espose a Parigi alla Charpentier, in quella che è considerata la mostra surrealista più importante della storia, e alla Galerie Birtschansky.
Nel 1966 Lévy morì nominandola erede universale, lasciandole il suo laboratorio e i suoi dipinti. Tiraje si occupò del laboratorio per due anni, occupandosi della creazione dell'archivio Lévy, ma nel 1968, profondamente colpita dalla rivolta di maggio, decise di rientrare a Istanbul, tornando a vivere nella villa di famiglia a Büyükada.
Nel 1970 organizzò la sua prima mostra personale a Istanbul. Tuttavia, non dimenticò mai Parigi: continuò a dirigere il laboratorio Levy a distanza e nel suo diario conservava una nota con su scritto "Non ho mai lasciato Parigi". 
Nel 1985 organizzò la sua quarta mostra personale, intitolata Memory of Times all'Ankara Gallery Nev, ma in seguito si allontanò dalle esposizioni, dedicandosi a opere sperimentali, per lo più con tema la migrazione.
Fatma Tiraje Dikmen morì il 1 settembre 2014. Fu sepolta nel cimitero di Tepeköy a Büyükada.

## Eredità
La casa e l'archivio privato e artistico di Tiraje Dikmen a Büyükada sono rimasti a lungo trascurati a causa di controversie legali. Handan İnci, rettore della Università di Belle Arti Mimar Sinan, ha infine annunciato che le opere di Tiraje sono sotto l'amministrazione fiduciaria dell'università e sono da questa conservate.
Tiraje Dikmen è attualmente considerata una delle più eminenti rappresentanti dell'arte turca all'estero.